# Lithophyllum dentatum
Lithophyllum dentatum (Kützing) Foslie, 1900 é o nome botânico de uma espécie de algas vermelhas pluricelulares do gênero Lithophyllum, família Corallinaceae.
- São algas marinhas encontradas na Europa e África.

## Sinonímia
- Spongites dentata Kützing, 1841
- Melobesia dentata (Kützing) Decaisne, 1842
- Melobesia agariciformis Areschoug, 1851
- Lithothamnion dentatum (Kützing) Areschoug, 1851
- Lithophyllum incrustans f. dentata (Kützing) Heydrich, 1901